# حسینیه

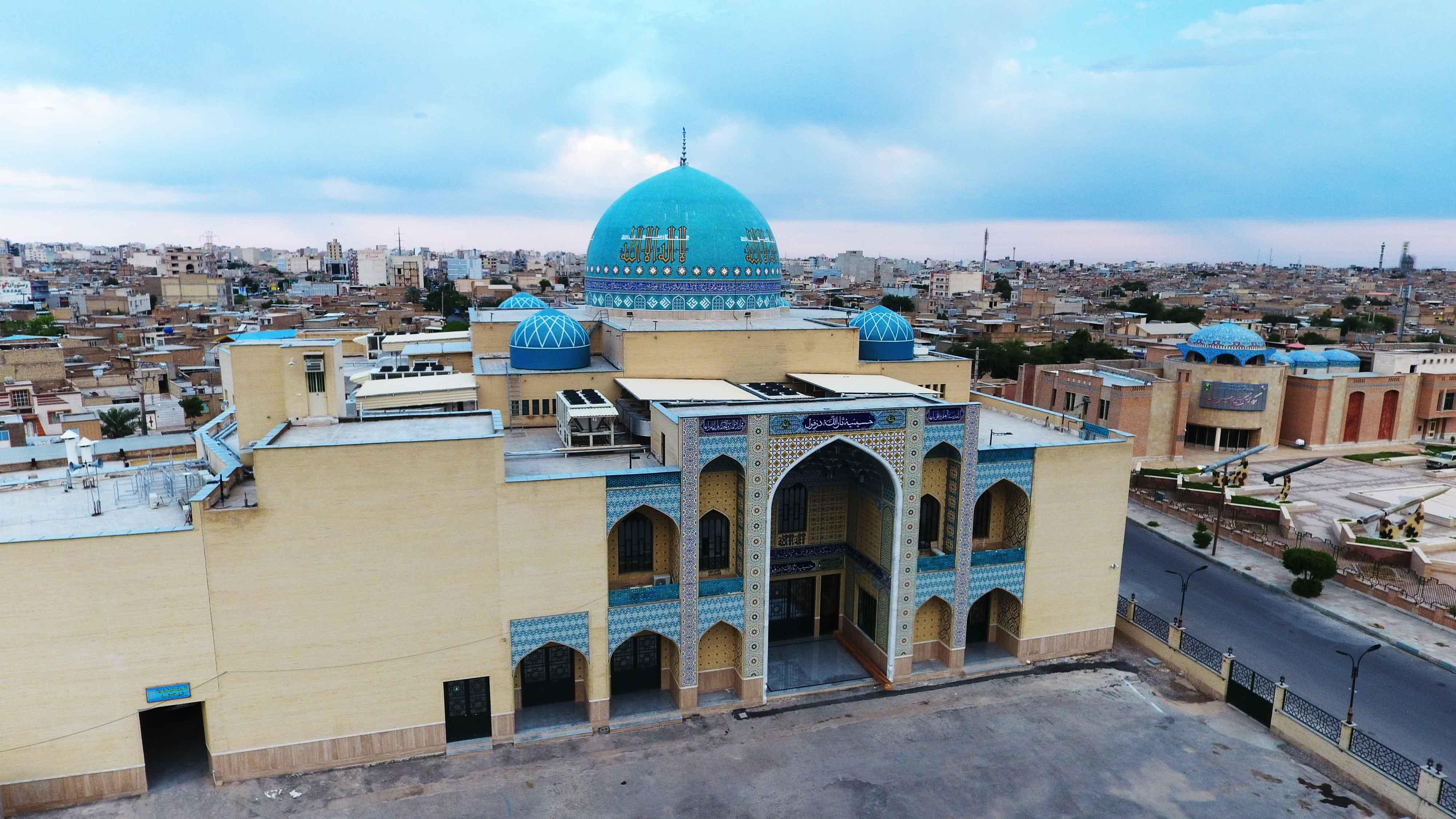
حسینیه ثارالله دزفول یکی از بزرگ ترین و با شکوه ترین حسینیه های کشور ایران است که هرساله میزبان صدها مراسم ملی و مذهبی شیعیان می باشد.

حسینیه یا هیئت (به اصطلاح)، یک ساختمان مذهبی برای عزاداری و تعزیه در ماه محرم و فعالیت‌های مسجد گونه مانند برگزاری نماز در روزهای دیگر سال است. عزاداری و تعزیه در ایران و دیگر نقاط شیعه‌نشین قدمت دیرینه داشته و با استقبال گسترده مردم برگزارمی شود. مراسم تعزیه در حسینیه ارمغان‌خانه از سال ۱۳۸۹ در میراث معنوی ایران ثبت ملی شده‌است.

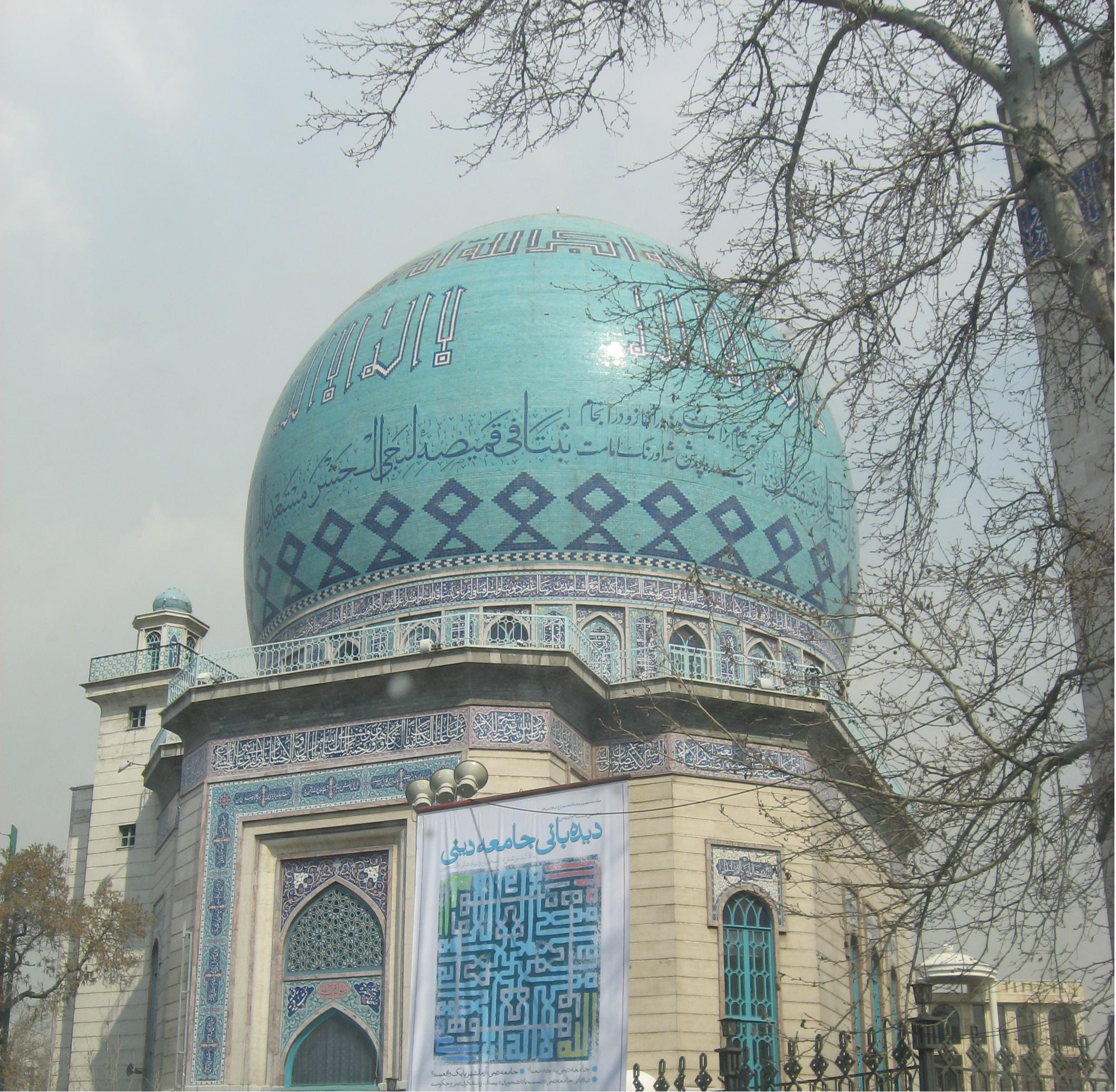
حسینیه ارشاد در تهران

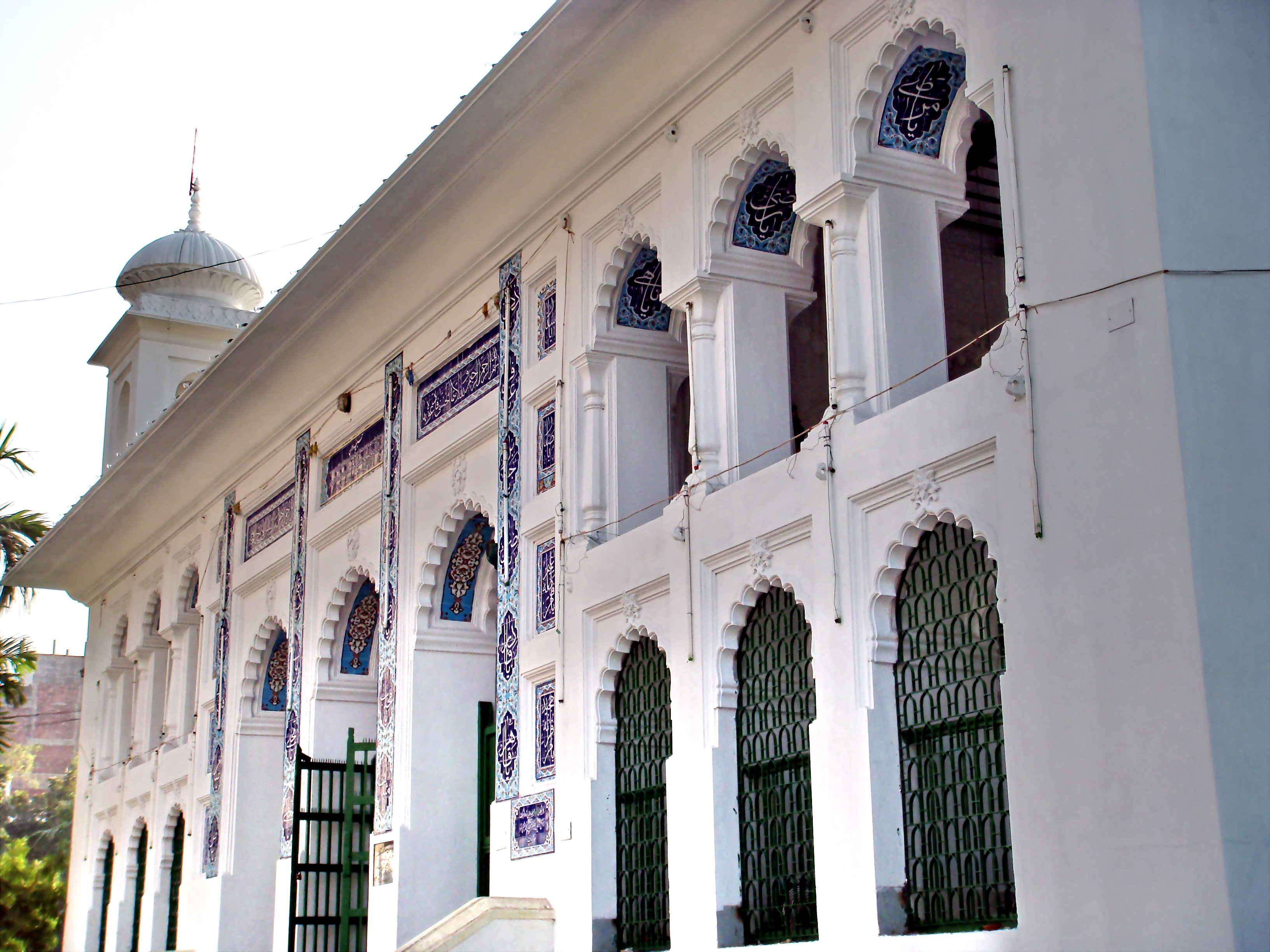
حسینیه دالان در داکا.

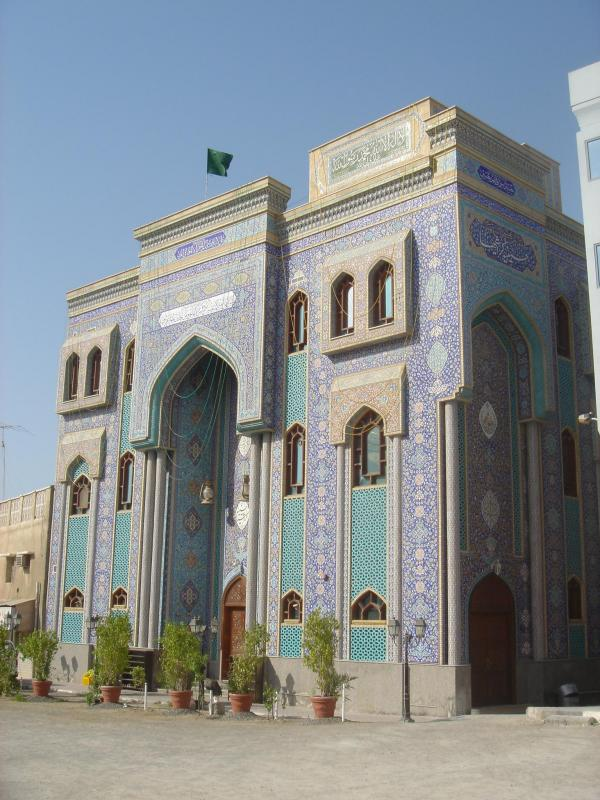
«مأتم» در دبی

## کلمه‌شناسی
این کلمه در لغت نامه‌های فارسی با معانی زیر تعبیر شده‌است:
- حسینیه. [ح ُ س َ نی ی َ] (اِ) خانه ای که مخصوص اقامهٔ عزای حسین بن علی بن ابیطالب باشد. || مسافرخانه هائی که در شهرها مخصوص زائران حسین سازند و جنبه انتفاعی ندارد.[۲]
- مکانی برای برگزاری مراسم عزاداری، به‌ویژه عزاداری برای امام حسین، تکیه.[۳]
- خانه ای که مخصوص اقامه عزای حسین بن علی ابیطالب علیه السلام باشد.

در اصطلاح، حسینیه یک اسم نسبت است یعنی محلی که منسوب به حسین، در نتیجه به مکانی مشخص اطلاق می‌شود که در آن مراسم سوگواری، نوحه خوانی و مرثیه سرایی برای حسین و یارانش برگزار می‌شود.

## تاریخچه
عزاداری برای حسین بن علی از دیرباز در بین شیعیان مرسوم بوده‌است و حضرت زینب در کربلا و کوفه و شام، ام‌السلمه همسر پیامبر در مدینه، جابر بن عبدالله انصاری در کربلا و آل بویه در ری اولین کسانی بودند که برای حسین عزاداری کردند. مراسمات عزاداری و دسته‌های عزاداری حسین به شکل سازمان یافته و با دستور و حمایت دولت برای اولین بار توسط آل بویه در بغداد در سال ۳۴۲ شمسی به وجود آمد.اولین باری که عزاداری برای امام سوم شیعیان مرسوم شد در سالگشت حادثه عاشورا در زمان حکومت خاندان آل بویه بود. نیمه دوم قرن هفتم در سال ۶۳۷ شمسی با سقوط بغداد و حاکمیت یافتن ایلخانان در ایران و عراق و به رسمیت شناخته شدن مذهب تشییع مراسم عزاداری عمومیت یافت.ابراهیم الحیدری در کتاب خود "تراژدی کربلاً می‌گوید: "در نیمه دوم قرن نوزدهم، شیعیان عراق ساخت حسینیه‌ها را به عنوان مؤسسات مذهبی و فرهنگی مانند تکایا برای انجام آداب و آیین‌های مذهبی، به ویژه عزاداری حسین شروع کردند و به همین دلیل نام حسین را شعار خود خواندند و حسینیه نامیدند.

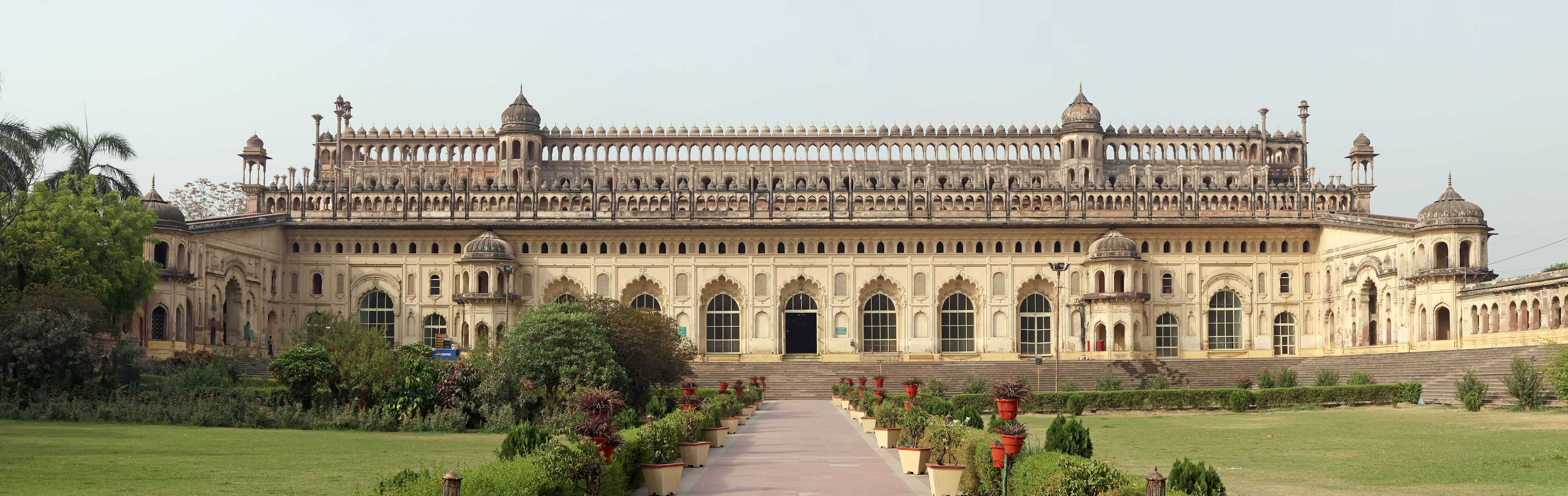
حسینیه آصفی، حسینیه‌ای بزرگ در لکهنؤ پایتخت ایالت اوتارپرادش در هند است که توسط آصف الدوله یکی از نواب اود در ۱۷۸۴ ساخته شده. حسینیه آصفی یکی از بزرگترین بناهای شهر لکهنؤ است.

## کاربرد

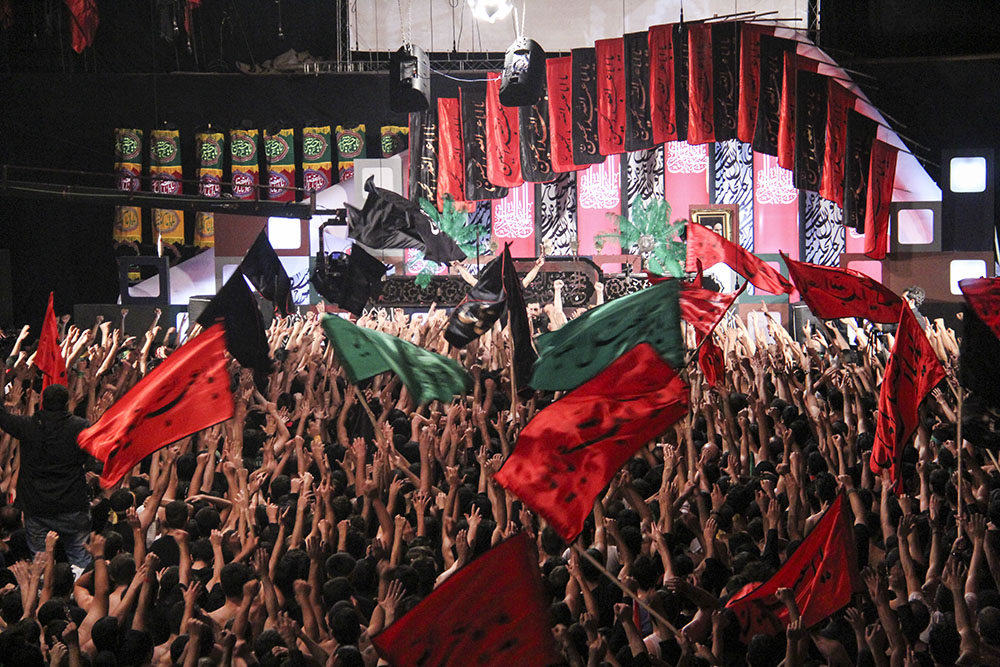
یک حسینیه در ایران

در اواخر دوره صفوی و رواج تشیع، به ویژه در شهرهای مرکزی کشور که پیشینه ای طولانی در تشیع داشتند، حسینیه‌ها محل برگزاری مراسم سوگواری در ماه محرّم شدند. در قزوین پایتخت نخستین صفویان علاوه بر برگزاری مراسمات عزاداری، فعالیتهای فرهنگی گسترده‌ای از جمله مناظرات ادبی و جلسات سخنوری و مشاعره در حسینیه‌ها صورت گرفت. در ماه رمضان این مجالس با پذیرایی همراه بود و توصیف اروپاییان از حسینیه‌ها همانند نوعی مهمانپذیر بود. مراسمات عزاداری شامل سوگواری در ماه محرم و صفر و عزاداری برای پیامبر و دیگر معصومین می‌شود که با سینه‌زنی، روضه خوانی و ذکر مصائب امامان شیعیان، نوحه خوانی و وعظ و در برخی مناطق با تعزیه خوانی همراه است. علاوه بر این مراسمات میلاد امام شیعه و مراسمات ماه رمضان از جمله شب‌های قدر و مجالس قرائت قرآن، مجالس ختم شهروندان و فعالیت‌های فرهنگی و مذهبی از جمله کارهایی است که در حسینیه‌ها انجام می‌گیرد. از دیگر کاربردهای حسینیه‌ها مستوان به محل کارهای عامل المنفعه مانند صندوق قرض الحسنه، محل اسکان زائران و مسافران در شهرهای دیگر اشاره کرد.
هزینه ساخت، نگه داری و برگزاری مراسمات حسینیه‌ها را برخی بانیان یا مردم به صورت دسته جمعی تحت عنوان نذر یا وقف برعهده دارند. حسینیه‌ها در ایران بیش از ۱۱٪ کل اماکن دینی و مذهبی کشور را تشکیل می‌دهد.

## معماری
معمولاً حسینیه‌ها یک فضای ساده سرپوشیده برای تجمع هستند که با خیابان‌های شهر ارتباط دارند و مهمترین فضای سرپوشیده شهر هستند. بیشتر حسینیه‌ها معماری ساده ای دارند اما معماری هر حسینیه با توجه به نوع کاربرد آن تا حدودی متفاوت است؛ مثلاً حسینیه تهرانیها در کربلا که پذیرای زائران می‌باشد دارای شبستانی بزرگ، زیرزمین‌های فراوان واتاقهای متععد برای سکونت زائران می‌باشد. حسینیه ارشاد با هدف فعالیت‌های فرهنگی و اجتماعی بسته به کارکرد خاص خود دارای سالن‌ها و تالارهای بزرگ پذیرایی می‌باشد. برخی حسینیه‌ها مانند حسینیه امیرسلطانی دارای کتابخانه و درمانگاه نیز هستند.